# European Youth Event
L'EYE (Evento europeo dei giovani) è un evento internazionale istituito dal Parlamento europeo nel 2014. L’evento si svolge ogni due anni e mira a stimolare la cittadinanza attiva tra i giovani europei.
L’EYE riunisce al Parlamento europeo a Strasburgo e online migliaia di giovani provenienti da tutta l’Unione europea e dal mondo, affinché possano condividere e sviluppare le loro idee sul futuro dell’Europa.
Durante l’evento, i partecipanti prendono parte ad attività ideate in collaborazione con le istituzioni, le organizzazioni internazionali, la società civile, le organizzazioni giovanili e i partecipanti stessi, con la possibilità di confrontarsi e stringere relazioni. L’edizione più recente si è svolta il 9-10 ottobre 2021, con molti eventi di follow-up che si sono svolti nei mesi successivi.
L’EYE2023, la quinta edizione in presenza dell’evento, avrà luogo nei giorni 9 e 10 giugno. 
Nel corso dell'anno, l'EYE propone anche attività online che servono da spunto per discussioni pubbliche più ampie sulle questioni più urgenti in Europa.

## Obiettivo dell’EYE
L’EYE permette ai giovani tra i 16 e i 30 anni di scambiare opinioni con esperti, attivisti, influencer e responsabili politici.

## Relazione dell’EYE
Dopo l’evento, le idee dei giovani saranno raccolte in una relazione dell’EYE che verrà distribuita ai deputati al Parlamento europeo. 
Al fine di raccogliere ed evidenziare le idee e i suggerimenti dei partecipanti, un team di giovani giornalisti - coordinato dallo European Youth Press e con un commento politico dello European Youth Forum - ha scritto queste relazioni nel 2014, 2016 e 2018.
Nel 2021 il Parlamento europeo ha raccolto oltre 1.500 idee e proposte di giovani cittadini sul sito web youthideas.eu. Le idee più apprezzate dalle consultazioni con i giovani, scelte dalla team EYE, sono state portate all’EYE2021 e ulteriormente sviluppate dai partecipanti durante delle sessioni di brainstorming. Tra queste, sono state selezionate 20 idee e tutti i partecipanti all’EYE, sia in loco che online, hanno votato le prime 5, che sono state poi presentate alla sessione di chiusura dell’EYE. 
La relazione è stata presentata alla Conferenza sul futuro dell'Europa e ai membri del Parlamento europeo per fungere da ispirazione per il dibattito politico e le future proposte politiche.

## Audizioni EYE
Alcuni partecipanti potranno sviluppare ulteriormente le idee più popolari e presentarle direttamente ai deputati durante le audizioni EYE. Durante le audizioni, i deputati forniscono un feedback su quali idee appoggiano, pianificano di attuare in futuro o con cui non sono d'accordo agli ex partecipanti.

## Yo!Fest
Durante le prime tre edizioni dell’EYE, lo Yo!Fest è stato organizzato dallo European Youth Forum insieme all'evento principale. Il programma dello Yo!Fest è stato progettato e coordinato da organizzazioni giovanili e gruppi giovanili di tutta Europa.

## Sostenibilità e accessibilità
L’EYE mira a promuovere l’uguaglianza, l’inclusione e la sostenibilità, con un impegno a favore dell’accessibilità per tutti. L’evento pone in atto soluzioni che rendano l’evento sostenibile e rispettoso dell’ambiente e che rispondano alle esigenze dei partecipanti. Nel 2021 l’EYE ha ottenuto la certificazione ISO 20121 per la gestione sostenibile degli eventi, che sarà rinnovata per l’EYE2023.

## Storia
L'evento si svolge a Strasburgo, sede ufficiale del Parlamento europeo, ed è nato nel 2014. L'evento è aperto a tutti i giovani europei dai 16 ai 30 che desiderano condividere le proprie idee relative alla costruzione europea. Sono partners dell'iniziativa: il European Youth Forum, il Dipartimento Giovanile del Consiglio d'Europa, la Commissione Europea, l'Agenzia Spaziale Europea, il European Youth Press, il canale televisivo arte, l'Unione europea di radiodiffusione (UER), il European Federation of Professional Circus Schools (FEDEC) la Fondazione per il Premio Carlo Magno, la città di Strasburgo e l'Institute of Political Sciences (IEP) of Strasbourg - “Sciences Po Strasbourg”.

### EYE 2014
Per la prima volta dal 9 all 11 maggio del 2014 circa 5000 giovani europei si sono riuniti nell'emiciclo del Parlamento europeo per dibattere su un tema proposto dal parlamento stesso: "Quali idee per un'Europa migliore". Sono stati organizzati circa 250 gruppi di lavoro, oltre a conferenze, laboratori d'idee, ecc.
I partecipanti hanno discusso di temi sensibili come la disoccupazione giovanile, la rivoluzione digitale, il futuro dell'UE, la sostenibilità e i valori europei. Oltre ai giovani iscritti all'evento hanno partecipato circa 400 relatori, un centinaio di giornalisti e varie associazioni giovanili. Alla fine dei lavori alcuni giornalisti hanno stilato un documento finale il cui scopo era quello d'ispirare i deputati europei e di sensibilizzarli alle preoccupazioni e speranze dei giovani d'Europa. I giovani partecipanti che hanno presentato le idee più innovative sono stati poi invitati a presentarle nei mesi successivi a sette commissioni parlamentari.

### EYE 2016
La seconda edizione si è svolta dal 20 al 21 maggio 2016 sempre a Strasburgo. Il numero dei giovani partecipanti era salito a circa 7000. Il tema principale, "Insieme possiamo fare un cambiamento", si concentrava su cinque aspetti:
- Guerra e pace: prospettive per un pianeta pacifico
- Apatia o partecipazione: agenda per una democrazia vibrante
- Esclusione o accesso: Crackdown sulla disoccupazione giovanile
- Stagnazione o innovazione: il mondo del lavoro di domani
- Crollo o successo: nuovi modi per un'Europa sostenibile.

Come nell'evento precedente il frutto dei lavori è stato raccolto in un documento redatto da un gruppo di giovani giornalisti coordinati dalla European Youth Press. Il rapporto è stato poi distribuito a tutti i deputati europei. Nei mesi successivi alcuni partecipanti sono stati invitati a dibattere le diee più interessanti direttamente con i membri del parlamento.

### EYE 2018
La terza edizione si è svolta dal 1 al 2 giugno 2018 a Strasburgo, con una partecipazione di oltre 8000 giovani. Il titolo dell'EYE 2018 era "The plan is to fan this spark into a flame" ispirato al musical Hamilton di Lin-Manuel Miranda. I cinque temi principali erano i seguenti:
- Giovani e anziani: stare al passo con la rivoluzione digitale
- Ricchi e poveri: invocare una più equa ripartizione
- Da soli e insieme: lavorare per un’Europa più forte
- Sicurezza e pericolo: sopravvivere in un periodo di turbolenza
- Locale e globale: proteggere il nostro pianeta.

A luglio una relazione con le idee più significative sarà distribuita ai membri del PE e durante l'autunno i giovani che hanno avuto le idee più interessanti saranno invitati a svilupparle in alcune commissioni parlamentari.

### EYE 2020/2021
La quarta edizione, che doveva svolgersi il 29 e 30 maggio 2020, è stata posticipata, su decisione del Parlamento europeo a causa delle misure sanitarie intraprese per ostacolare la diffusione della Pandemia di COVID-19. La quarta edizione si è tenuta l'8 e 9 ottobre 2021 a Strasburgo con un formato ibrido, che prevede alcune attività on-line e altre in presenza. Il titolo della quarta edizione è "Il futuro è nostro". Con questa nuova formula ibrida sarà possibile partecipare a numerose conferenze su temi considerati di attualità come: democrazie digitali, lotta alla discriminazione, il futuro del lavoro, aumento delle disuguaglianze sociali, Next Generation EU, ecc. Oltre a questo si è previsto di organizzare attività mirate a fornire contribuiti per la Conferenza sul futuro dell'Europa.